# Московская хоральная синагога
Моско́вская хора́льная синаго́га — старейшая хоральная синагога Москвы. Расположена в Большом Спасоглинищевском переулке Центрального административного округа. Находится в ведении Попечительского совета Московской еврейской религиозной общины (МЕРО). Объект культурного наследия народов РФ регионального значения.

## Описание
Здание представляет собой купольную базилику. Интерьеры синагоги украшены растительными и геометрическими орнаментами. На южной стене расположена мозаика с изображением ливанского кедра, являющегося напоминанием о разрушенном Храме Соломона. Синагога имеет четыре молельных зала с балконами-галереями для женщин. Также в здании находятся Главный раввинат, Раввинский суд СНГ и Балтии, работает духовное училище. При синагоге открыты ресторан еврейской кухни и книжный магазин.

## История

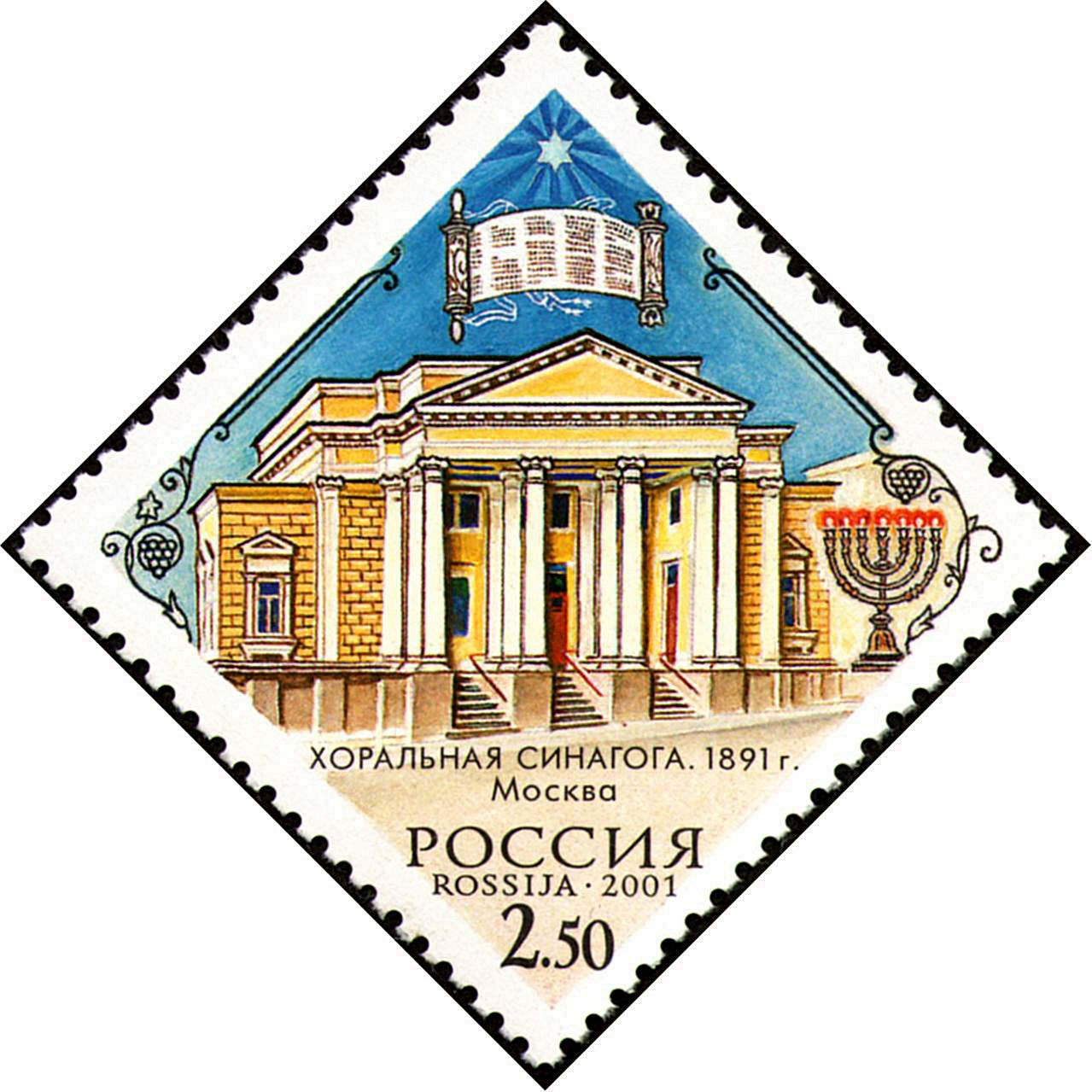
Почтовая марка России, 2,50 руб., 2001 год

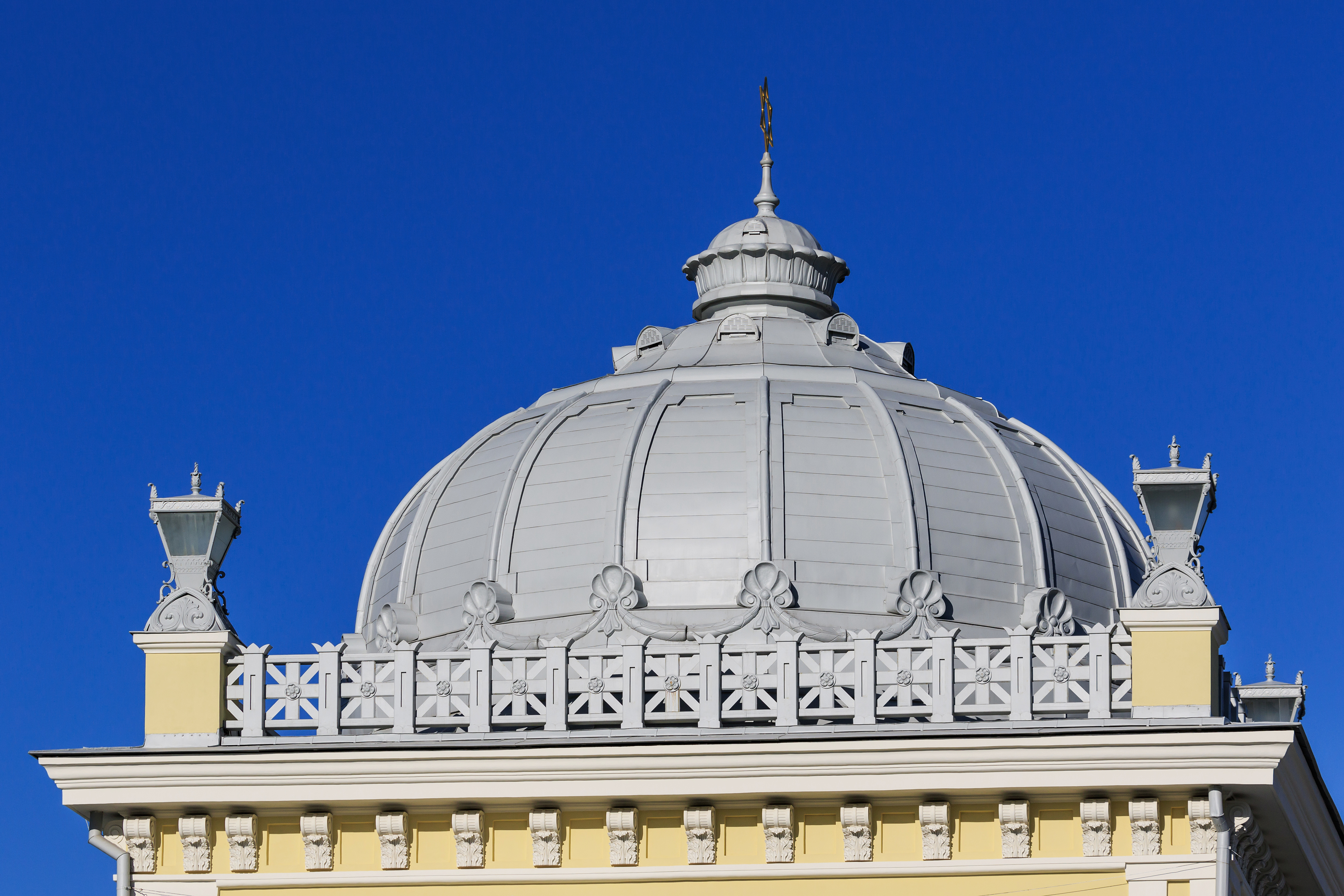
Купол, 2017 год

### Строительство и открытие
В 1859 году императором Александром II был издан указ, благодаря которому строительство синагоги стало возможным. Указ позволял евреям, состоявшим в высшем купеческом звании, жить за пределами черты оседлости, в том числе и в столичных городах. Вскоре указ распространился и на евреев-учёных, выпускников университетов и ремесленников. Таким образом, к 1890 году в Москве стало проживать около 35 тысяч евреев. Глава Московского еврейского общества Л. Поляков обратился к генерал-губернатору Москвы князю В. А. Долгорукову с просьбой о строительстве молельного дома. В 1886 году община смогла выкупить землю в бывшей гончарной слободе. Территория была выбрана неслучайно, в соседнем Зарядье с 1828 года располагалось Глебовское подворье — единственное место, где до 1856 года могли проживать приезжавшие в Москву евреи. Таким образом, можно было добраться до синагоги пешком в шаббат.
Изначально молельня располагалась в арендованном доходном доме Рыженкова, но в 1886 году архитектор С. Эйбушитц разработал проект синагоги, представляющей собой купольную базилику. 28 мая 1887 года произошла закладка будущего молельного дома. В восточную стену здания была вмонтирована капсула с закладной грамотой. Спустя год строительство синагоги было приостановлено из-за жалобы прокурора Синода К. П. Победоносцева. В своей жалобе он указал, что синагога с куполом оскорбляет чувства православных. По предписанию купол был разобран, а с фронтона здания убрали изображения Скрижалей Завета.
В 1891 году строительные работы были завершены, однако московские городские власти запретили открытие молельного дома. В 1892 Московское еврейское общество получило предписание продать здание или обратить его в благотворительное заведение. Синагога была переоформлена в училище-приют, и такой статус сохранялся до 1897 года.
Во время революции 1905 года появился царский манифест о свободе вероисповедания, позволивший возобновить религиозную жизнь в московской синагоге. Восстановлением интерьеров занимался приглашённый общиной архитектор Р. И. Клейн. 1 июня 1906 года здание синагоги было открыто для верующих.

### В годы СССР

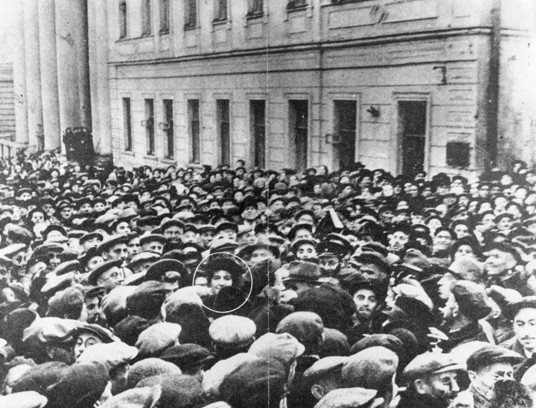
Посол Израиля в СССР Голда Меир в 1948 году возле синагоги

Хоральная синагога продолжала свою работу и при СССР, несмотря на существовавшие гонения на верующих. В 1923 году Еврейский комиссариат издал постановление о закрытии синагог и передаче зданий под школы. Однако благодаря протестам верующих решение о закрытии было отменено. В том же году ВЦИК Совнаркома постановил передать находящуюся в здании библиотеку БГУ. Спустя три года часть помещений была передана «Текстильстрою», в 1960-х ещё часть отдана под резервную шахту Метрополитена.
11 сентября 1948 года синагогу посетила Голда Меир — первый посол Израиля в СССР. В торжественной обстановке были переданы свиток Торы, привезённый из Израиля, и благотворительное пожертвование.

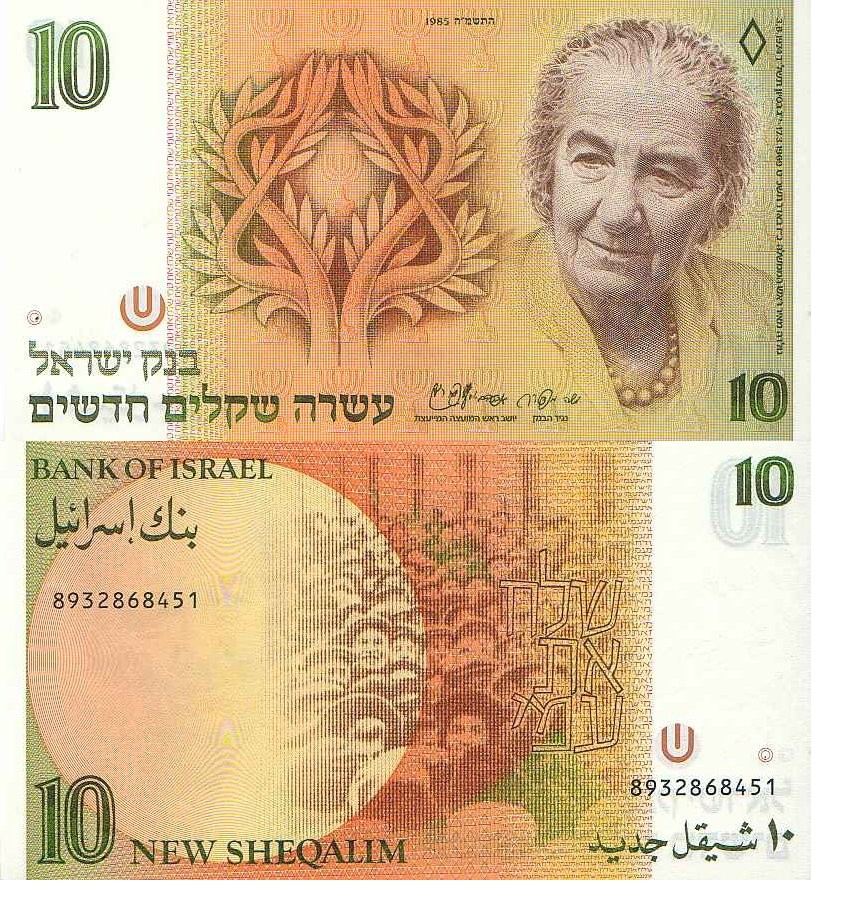
Встреча московских евреев у синагоги с послом Израиля Голдой Меир на израильской купюре 10 шекелей

В 1957 году в здании молельни впервые в СССР было открыто религиозное учебное заведение, иешива «Кол Яаков».

## Современность

### Реконструкция
В феврале 2001 года под патронажем мэра Москвы Ю. Лужкова началась реконструкция синагоги, которая была частью крупного совместного проекта РЕК, Еврейской общины Москвы и Джойнта — создание центра «На Горке». Помимо реконструкции, проект также включал в себя создание еврейского детского дома, социального и общинного центров. В мае того же года зданию был возвращён его исторический облик, над синагогой появился купол, увенчанный звездой Давида. Тогда же напротив молельного дома была установлена композиция «Птица счастья» работы скульптора И. Бурганова, олицетворяющая дружбу народов и открыта символическая Стена Плача. В 2006-м к столетнему юбилею синагоги реставрационные работы были завершены.

### Деятельность
В синагоге проводятся будничные и субботние молитвы, религиозные обряды, проводится изучение Торы. Работают различные религиозные службы, помогающие верующим соблюдать заповеди Торы. Там же находится образовательный и развлекательный клуб для пожилых людей. Синагога сотрудничает с несколькими образовательными учреждениями, прививая детям уважение к еврейским традициям.

## Резонансные события
1 октября 2016 года на Хоральную синагогу было совершено нападение. Неизвестный ранил охранника из травматического пистолета. При себе у мужчины была канистра с горючей жидкостью, и, по его словам, он планировал поджечь себя на глазах у главного раввина России А. Шаевича.

Внешний вид и интерьеры
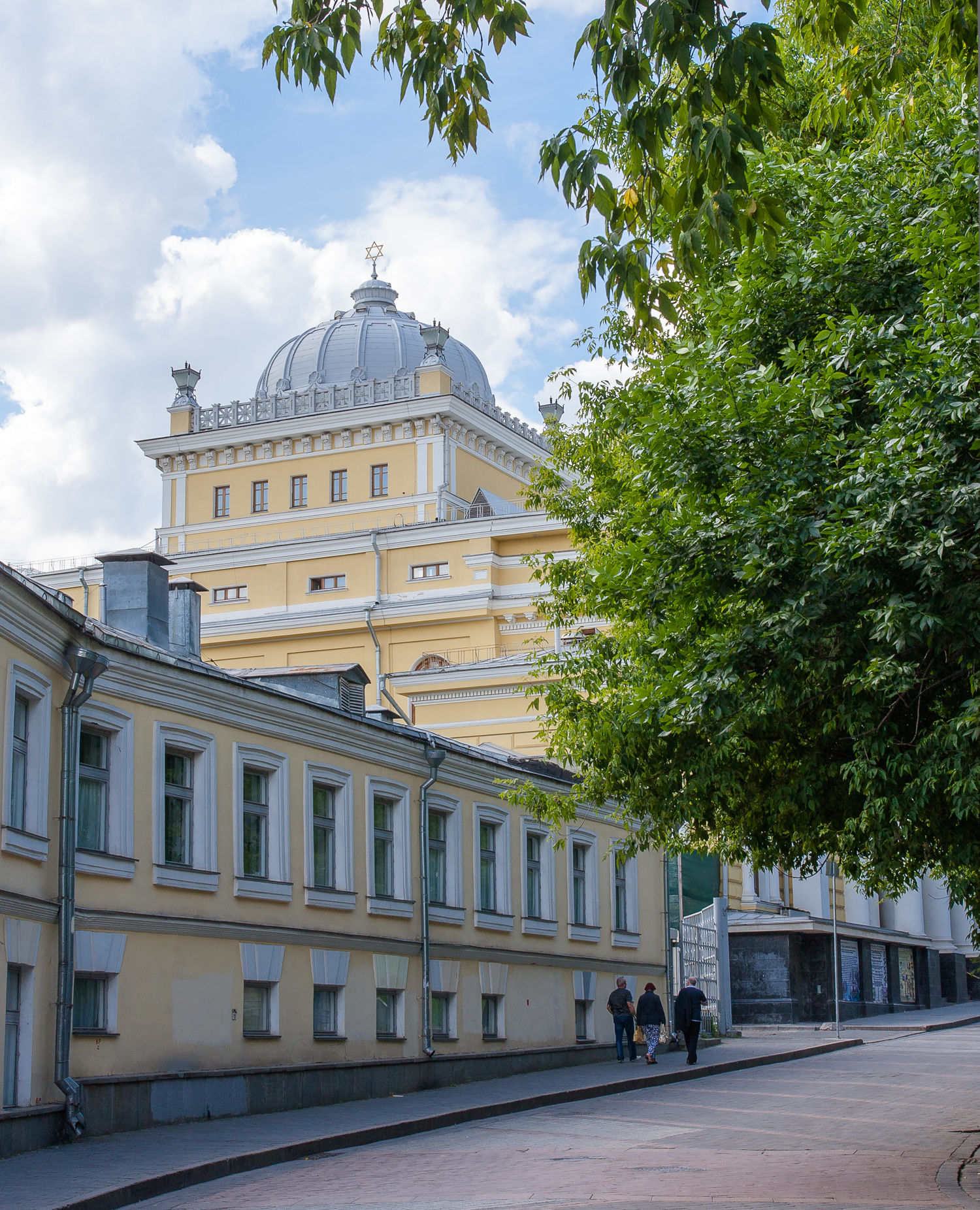
Фасад синагоги, 2010 год
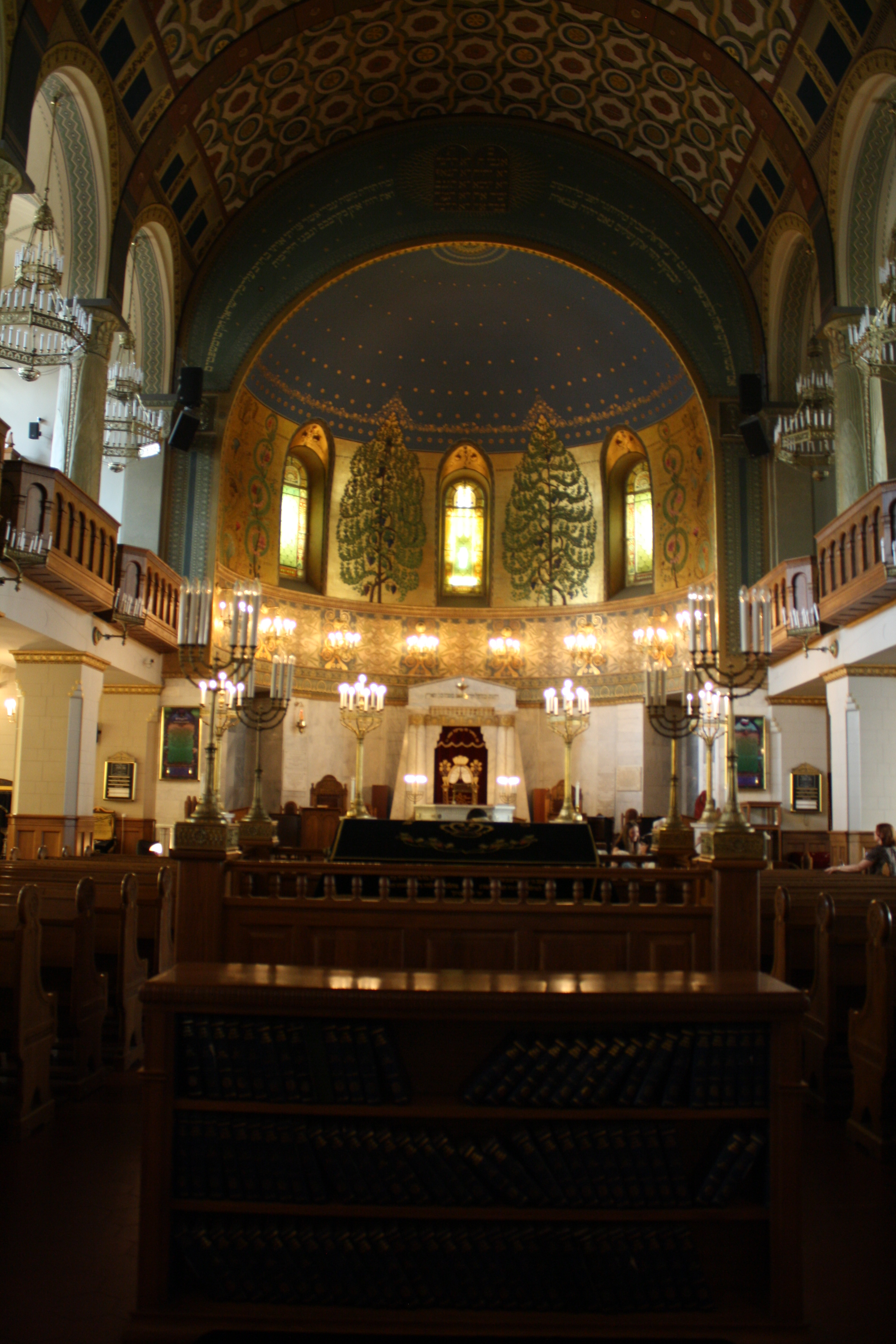
Интерьеры, 2010 год
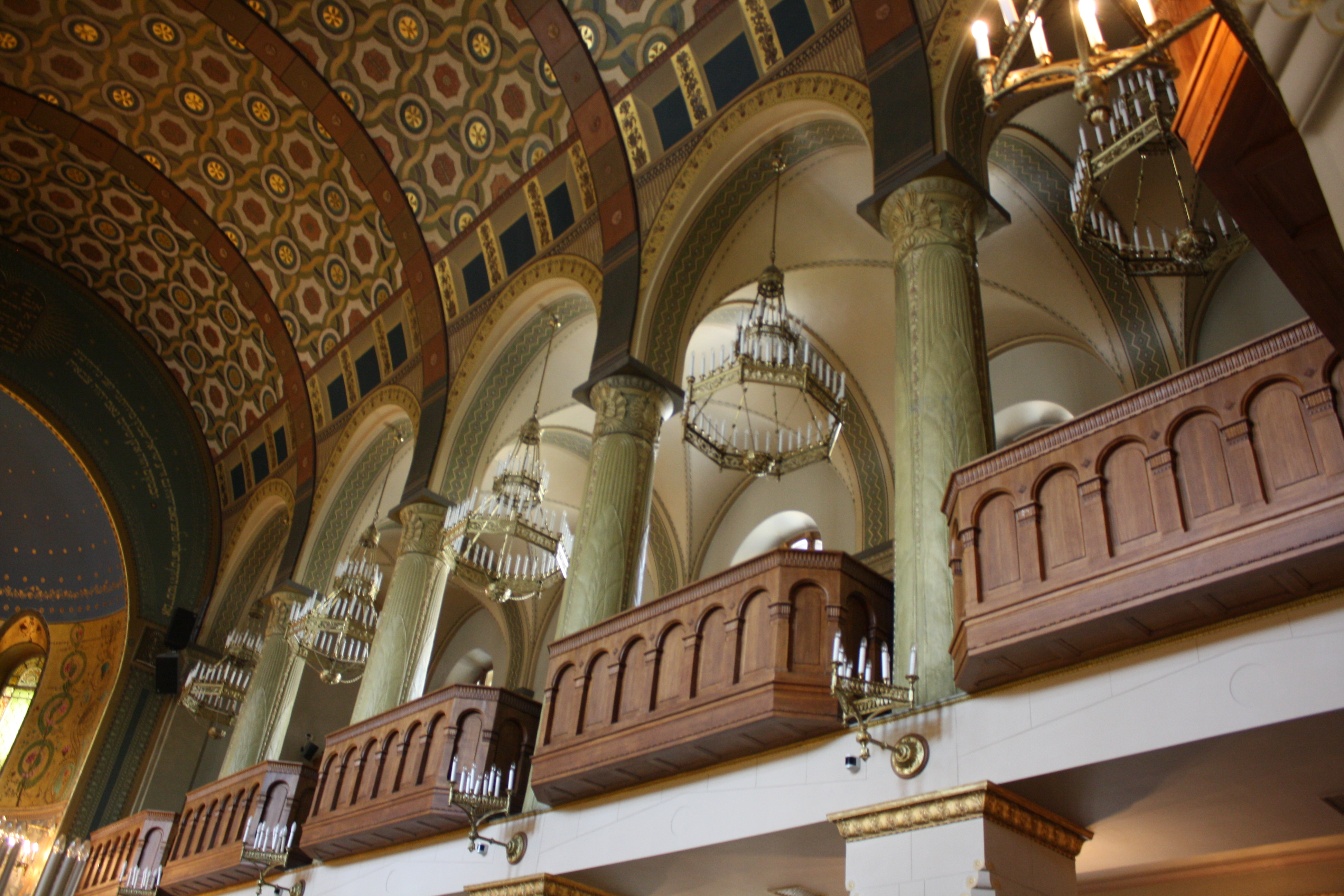
Интерьеры, 2010 год
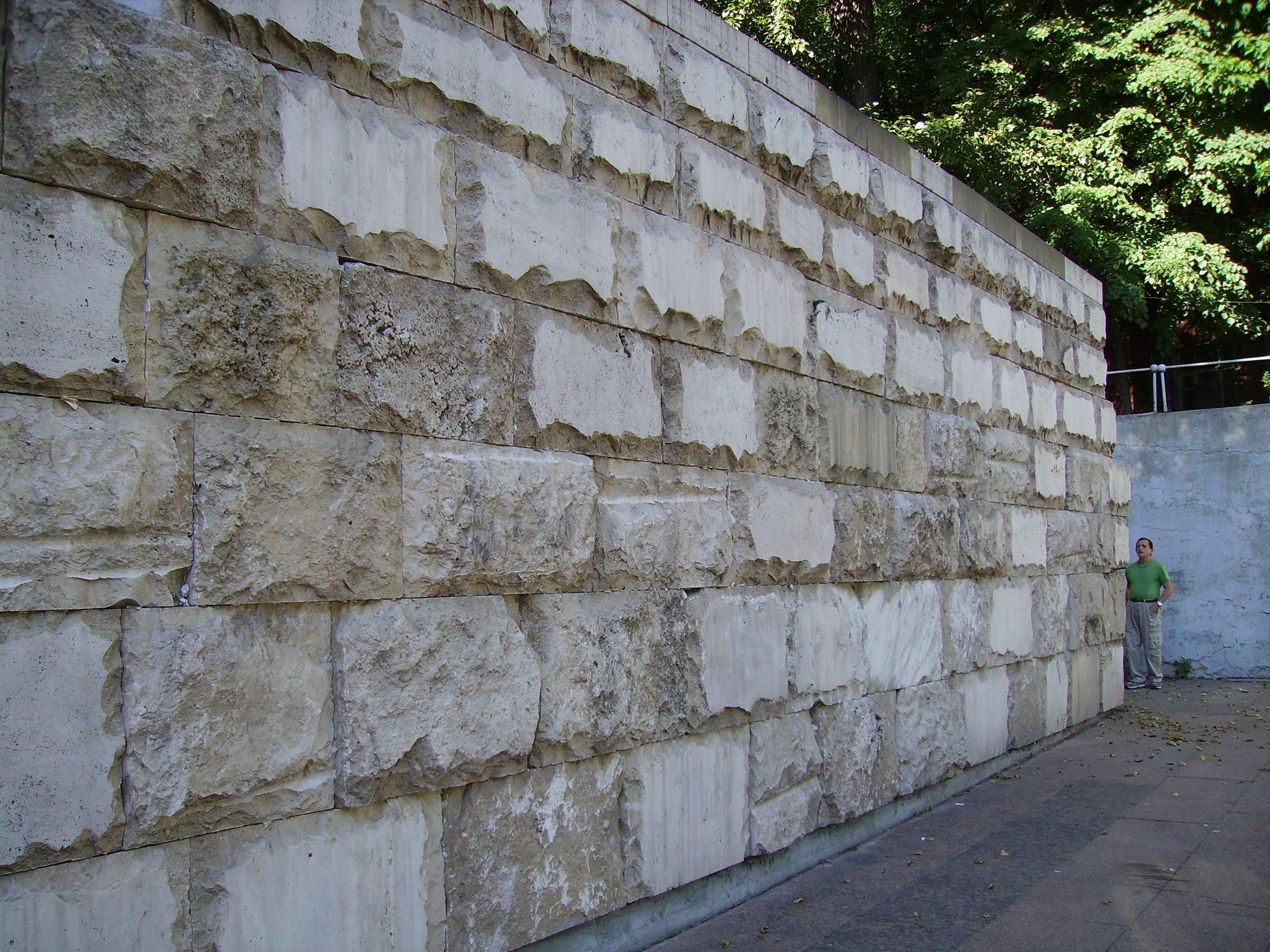
Символическая Стена Плача, 2007 год